# Young Woods
Young Woods è una raccolta del sassofonista jazz Phil Woods, pubblicato su CD dalla Fresh Sound Records nel 2003. 

## Tracce
1. Blues in Pig Alley – 3:06 (Nat Pierce) – Registrato nell'agosto 1957 a New York City, New York
2. Easy Livin' – 3:05 (Ralph Rainger, Leo Robin) – Registrato nell'agosto 1957 a New York City, New York
3. Wailing on the Left Bank – 2:47 (Nat Pierce) – Registrato nell'agosto 1957 a New York City, New York
4. There Will Never Be Another You – 3:10 (Mack Gordon, Harry Warren) – Registrato nell'agosto 1957 a New York City, New York
5. I've Got a Feelin' You're Foolin' – 4:25 (Arthur Freed, Nacio Herb Brown) – Registrato nel gennaio del 1957 a New York City, New York
6. I Hadn't Anyone 'Til You – 4:57 (Ray Noble) – Registrato nel dicembre del 1956 a New York City, New York
7. I Got It Bad and That Ain't Good – 4:26 (Paul Francis Webster, Duke Ellington) – Registrato nel dicembre del 1956 a New York City, New York
8. You're Driving Me Crazy – 4:47 (Walter Donaldson) – Registrato nel dicembre del 1956 a New York City, New York
9. Took the Spook – 4:27 (Phil Woods) – Registrato nel gennaio del 1957 a New York City, New York
10. Delighted – 4:09 (Sal Salvador) – Registrato nel gennaio del 1957 a New York City, New York
11. Carioca – 3:34 (Gus Kahn, Edward Eliscu, Vincent Youmans) – Registrato nel dicembre del 1956 a New York City, New York

Durata totale: 42:53

## Musicisti
Brani numero - 1, 2, 3 e 4
- Phil Woods - sassofono alto
- Burt Collins - tromba
- Nat Pierce - pianoforte
- Barry Galbraith - chitarra
- John Drew - contrabbasso
- Gus Johnson - batteria

Brani numero - 5, 6, 7, 8 e 11
- Phil Woods - sassofono alto
- Sal Salvador - chitarra
- Ralph Martin - pianoforte
- Danny Martucci - contrabbasso
- Joe Morello - batteria

Brani numero - 5, 9 e 10
- Phil Woods - sassofono alto
- Sal Salvador - chitarra
- Eddie Bert - trombone
- Eddie Costa - vibrafono
- John Williams - pianoforte
- Sonny Dallas - contrabbasso
- Jimmy Campbell - batteria[1]